# Trofeo Laigueglia 2022
59. ročník jednodenního cyklistického závodu Trofeo Laigueglia se konal 2. března 2022 ve italském městě Laigueglia a okolí. Vítězem se stal Slovinec Jan Polanc z týmu UAE Team Emirates. Na druhém a třetím místě se umístili Španěl Juan Ayuso a Ital Alessandro Covi (oba UAE Team Emirates). Závod byl součástí UCI ProSeries 2022 na úrovni 1.Pro.

## Týmy
Závodu se zúčastnilo 8 z 18 UCI WorldTeamů, 7 UCI ProTeamů, 8 UCI Continental týmů a italský národní tým. Každý tým přijel se sedmi závodníky kromě týmu Astana Qazaqstan Team s šesti jezdci a B&B Hotels–KTM s pěti jezdci. Jacopo Menegotto (Team Qhubeka) neodstartoval, na start se tak postavilo 164 jezdců. Do cíle v Laigueglii dojelo 79 z nich.
UCI WorldTeamy
- AG2R Citroën Team
- Astana Qazaqstan Team
- Cofidis
- Groupama–FDJ
- Ineos Grenadiers
- Intermarché–Wanty–Gobert Matériaux
- Trek–Segafredo
- UAE Team Emirates

UCI ProTeamy
- Arkéa–Samsic
- B&B Hotels–KTM
- Bardiani–CSF–Faizanè
- Bingoal Pauwels Sauces WB
- Drone Hopper–Androni Giocattoli
- Eolo–Kometa
- Equipo Kern Pharma

UCI Continental týmy
- Beltrami TSA–Tre Colli
- Biesse–Carrera
- General Store–Essegibi–Fratelli Curia
- MG.K vis Colors for Peace VPM
- Team Colpack–Ballan
- Team Corratec
- Team Qhubeka
- Work Service–Vitalcare–Vega

Národní týmy
- Itálie

## Výsledky
| Pořadí | Jezdec                    | Tým                                | Čas        |
| ------ | ------------------------- | ---------------------------------- | ---------- |
| 1      | Jan Polanc (SLO)          | UAE Team Emirates                  | 5h 02' 25" |
| 2      | Juan Ayuso (ESP)          | UAE Team Emirates                  | + 2"       |
| 3      | Alessandro Covi (ITA)     | UAE Team Emirates                  | + 2"       |
| 4      | Lorenzo Rota (ITA)        | Intermarché–Wanty–Gobert Matériaux | + 2"       |
| 5      | Carlos Rodríguez (ESP)    | Ineos Grenadiers                   | + 8"       |
| 6      | Victor Lafay (FRA)        | Cofidis                            | + 24"      |
| 7      | Diego Ulissi (ITA)        | UAE Team Emirates                  | + 32"      |
| 8      | Giulio Ciccone (ITA)      | Trek–Segafredo                     | + 32"      |
| 9      | Quentin Pacher (FRA)      | Groupama–FDJ                       | + 32"      |
| 10     | Clément Champoussin (FRA) | AG2R Citroën Team                  | + 32"      |